# Orbea variegata
Orbea variegata là một loài thực vật có hoa trong họ La bố ma. Loài này được (L.) Haw. mô tả khoa học đầu tiên năm 1812.

## Hình ảnh

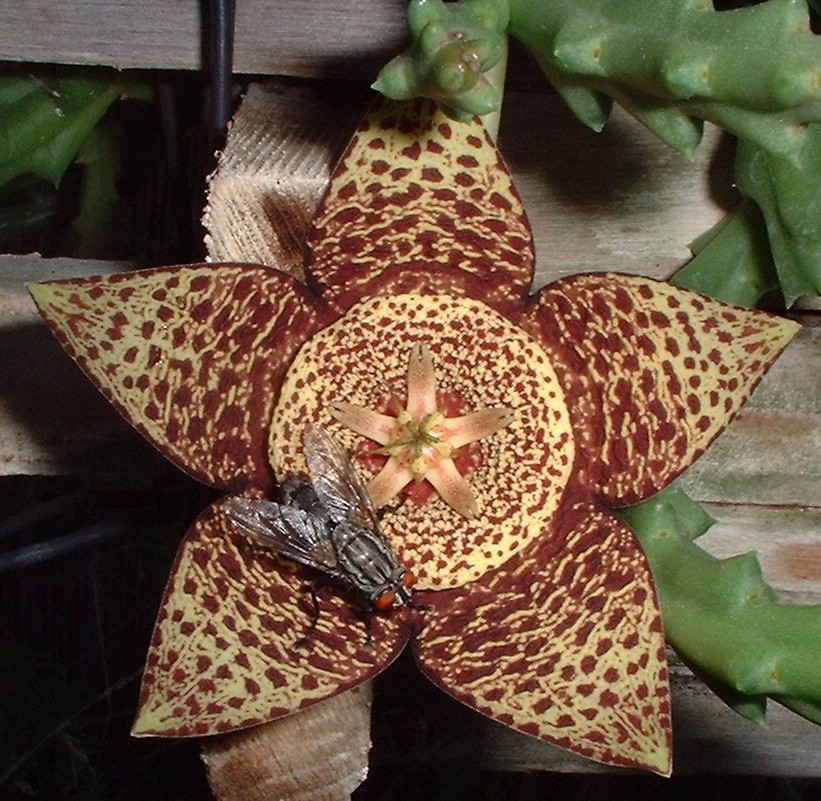
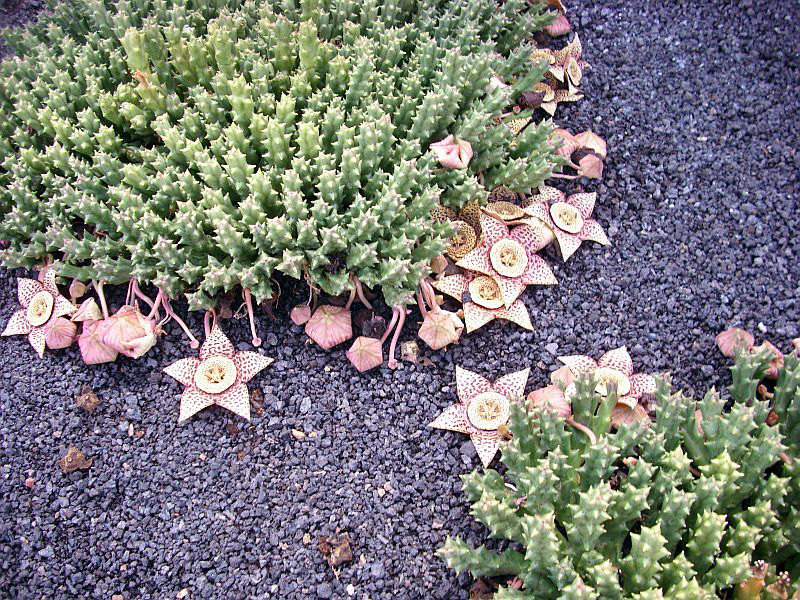
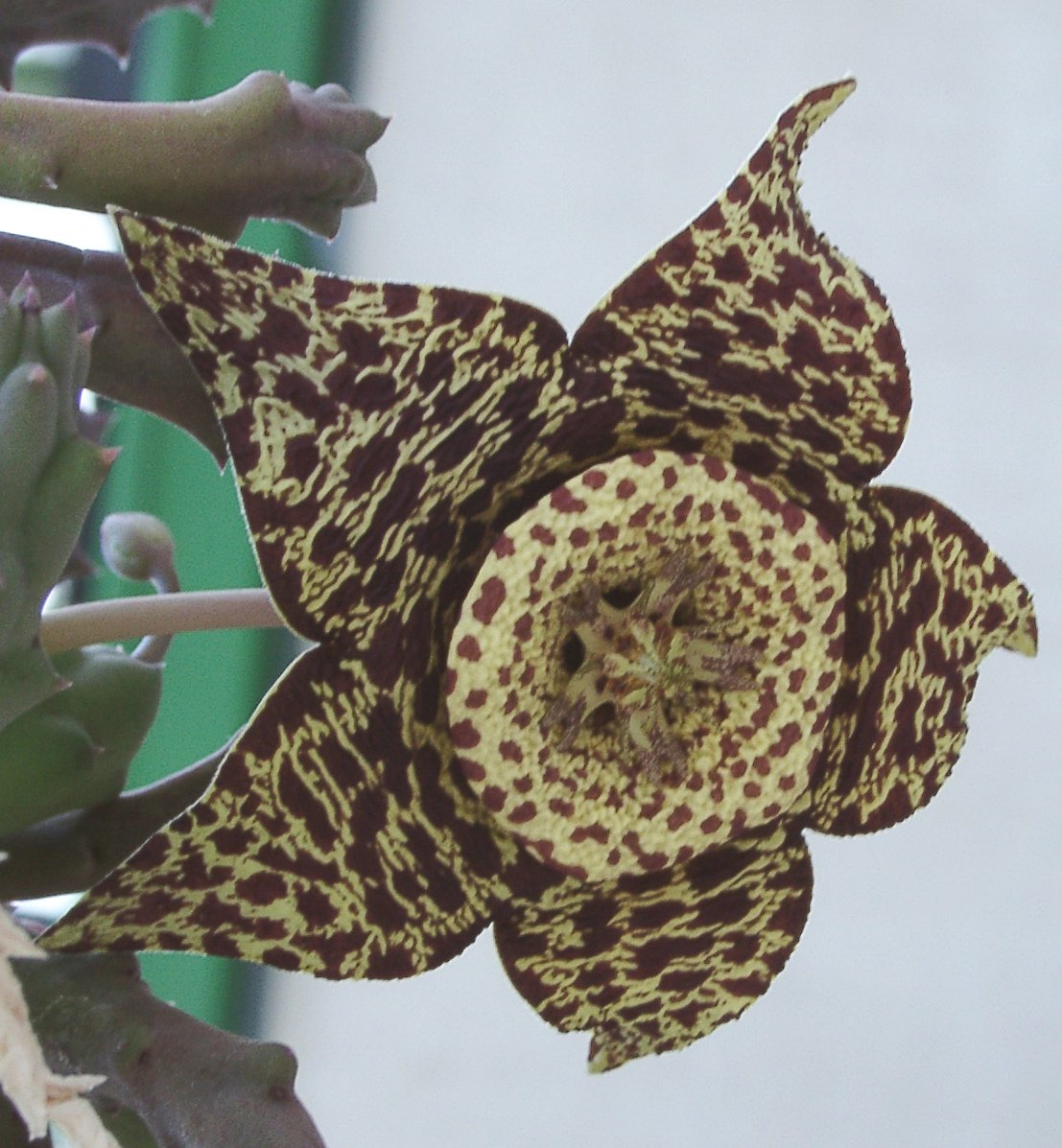
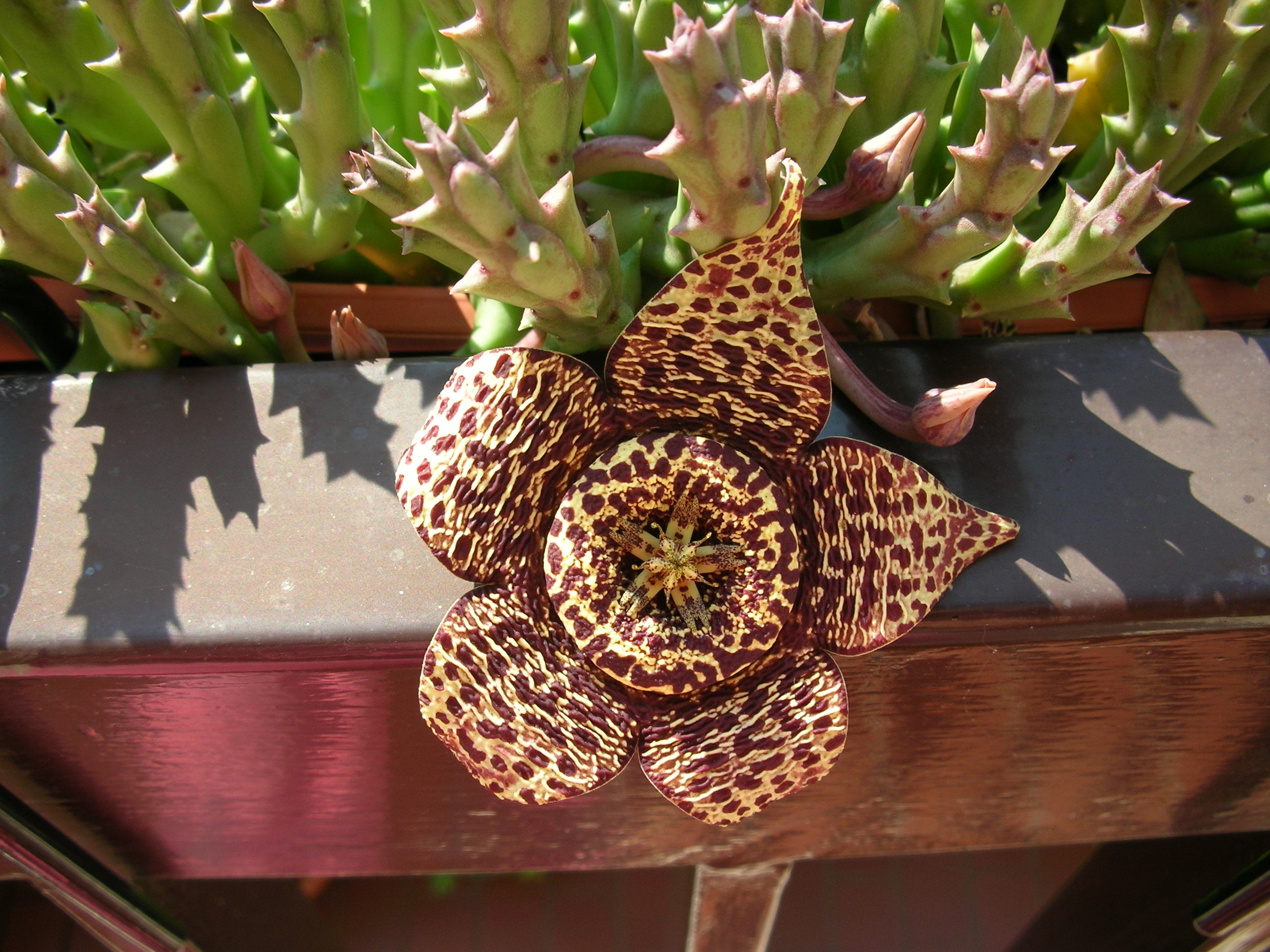
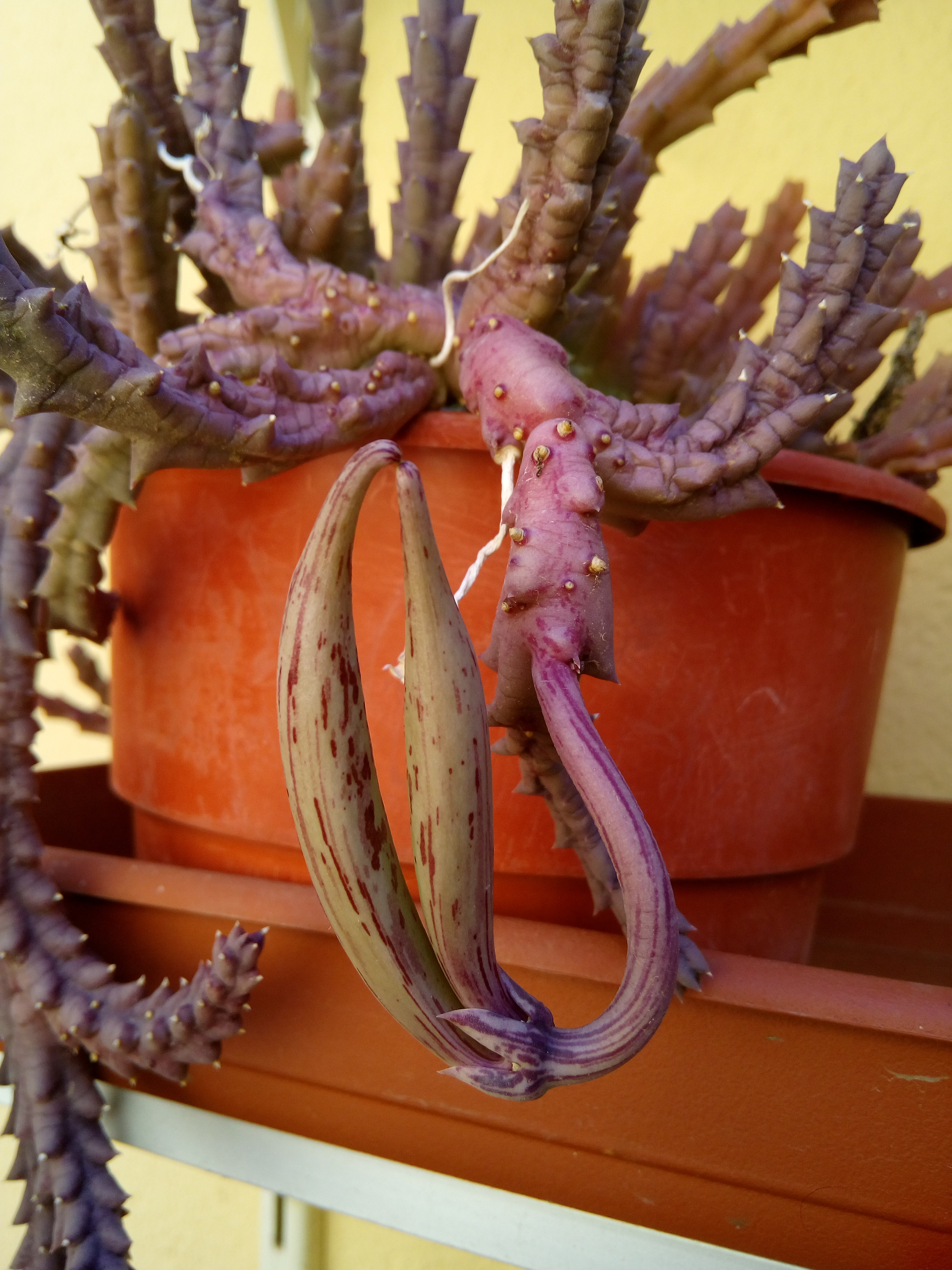